# Blague de Toto
Pour les articles homonymes, voir Toto.
Les blagues de Toto sont des plaisanteries classiques de la culture populaire francophone. Elles prennent la forme de courtes anecdotes, souvent dans un contexte scolaire, dont le héros est un enfant, Toto.

## Le personnage de Toto
Dans de nombreuses histoires le mettant en scène, Toto est présenté sous de nombreux traits de caractères, notamment comme un mauvais garnement, un cancre impertinent, etc. Le décor de ses farces est souvent celui de l'école ou de sa maison.
Plusieurs auteurs et dessinateurs ont imaginé un visage et un univers à ce personnage, en lui donnant une famille, des amis, une maîtresse…
En 1892, Émile Durafour publie Les Farces de Toto : folie-vaudeville en 1 acte. Depuis le milieu du XIXe siècle, toto avait été utilisé pour désigner un enfant ou un élève type. Dans son vaudeville On purge bébé (1910), Georges Feydeau met en scène un enfant de sept ans, Toto, qui pose des questions de géographie à ses parents embarrassés et qui leur tient tête en refusant de se purger. Ce sont les débuts de la popularité du personnage de Toto. Il est décrit comme gaffeur, insolent et obstiné :

« Follavoine, à son fils Toto. — Comment t’appelles-tu ?

Toto, buté. — J’veux pas me purger ! 

Follavoine, rongeant son frein. — Oh ! (Aimable, à Chouilloux.) Il s’appelle Toto.

Chouilloux. — Ah ?

Follavoine. — C’est un diminutif d’Hervé. […]

Toto. — Ça m’est égal, j’veux pas me purger !

Chouilloux. — C’est très mal ! Qu’est-ce que vous direz donc plus tard quand vous irez à la guerre ? […]

Toto, dans les jupes de sa mère. — Ça m’est égal ! J’irai pas à la guerre.

Chouilloux. — “Vous n’irez pas ! Vous n’irez pas !” S’il y en a une, cependant, il faudra bien… !

Toto. — Ça m’est égal ! J’irai en Belgique.

Chouilloux. — Hein ?

Julie, le couvrant de baisers. — Ah ! chéri, va !… Est-il intelligent !

Chouilloux, à Follavoine. — Mes compliments !… C’est vous qui l’élevez dans ces idées ? »

Le dessinateur Rob-Vel crée en 1937, avec sa femme Davine pour les scénarios, la série 'Toto' donnant son nom à la revue : Le Journal de Toto. La série narre les aventures d'un jeune mousse. 
Le Toto de Thierry Coppée, « est un petit gamin espiègle, qui a le sens de la repartie, qui n'est pas vulgaire, insolent. Il aime bien taquiner les parents, les surprendre sans méchanceté. » Toto étant un personnage déjà connu, il n'a pas été trop nécessaire à l'auteur de bandes dessinées de convaincre ses lecteurs : « Il fallait que les gens s'y retrouvent ou adhèrent à ce que je proposais. Si j'avais fait “Les Blagues de Titi” ou de Tutu, ça ne marcherait pas autant, peut-être pas du tout. Le fait que ce soit Toto, c'est une chance. »

## La tête à Toto

Dessin de la « tête à Toto ».

La tête à Toto est un jeu enfantin, qui consiste à écrire l'addition de zéro plus zéro de manière à dessiner un visage (tête) stylisé :
- les deux premiers « 0 » forment les yeux ;
- le signe « + » forme le nez ;
- le signe « = » forme la bouche ;
- le « 0 » résultat forme le contour extérieur du visage.

La blague se prononce : « zéro plus zéro égale… la tête à Toto ! ». Comme la tête égale zéro, cela signifie aussi que Toto a une intelligence nulle.
La grammaire française voudrait que l'on dise « la tête de Toto », mais on dit « à » pour la sonorité plus amusante.
Le phénomène qui fait y reconnaître un visage s'appelle paréidolie.
« Tête à Toto » est aussi une périphrase pour dire zéro, dans le langage familier. Ainsi, dans l'argot de la prostitution, l'expression signifie qu'une prostituée n'a pas encore attiré un seul client.
Il en existe un équivalent japonais nommé « Henohenomoheji ».

### Comme personnage
Dans la série télévisée Avez-vous déjà vu..?, Toto est un personnage récurrent. Il est représenté avec la fameuse tête constituée uniquement de symboles mathématiques.

## Exemples de blague
« La maîtresse demande à Toto, lors d'une leçon sur les rimes, de donner un exemple.

Toto dit alors :

– Dimanche, je suis allé à la pêche aux grenouilles,

et j'avais de l'eau jusqu'aux… genoux.

– Mais Toto ça ne rime pas du tout !

– C'est pas ma faute, y avait pas assez d'eau ! »

« Toto rentre à la maison après sa première journée à l'école primaire.

La maman :

– Alors Toto, tu as appris beaucoup de choses aujourd'hui ?

Toto :

– Pas assez en tout cas, ils veulent que j'y retourne demain. »

« Toto mange un œuf le matin.
La maitresse de Toto lui demande :

– Compte de 1 à 10 Toto.

– 1.2.3.4.5.6.7.8.10

– Mais Toto tu as oublié le 9 !

– Je sais, je l'ai mangé ce matin ! »

## Équivalents non francophones
- Afrique du Sud : Jannie
- Allemagne : Fritzchen
- Amérique du Nord : Johnny
- Amérique latine : Jaimito
- Angleterre : Little Johnny
- Arménie : Vartonik
- Australie : Sheila et Bruce
- Brésil : Joãozinho
- Bulgarie : Ivancho
- Chine : 小明
- Côte d'ivoire : Papou
- Croatie : Ivica
- Espagne : Jaimito
- Estonie : Juku
- Finlande : Pikku-Kalle
- Pays-Bas/Flandre : Jantje
- Grèce : Τοτός (Totós)
- Hongrie : Móricka
- Kosovo : Hasa & Husa
- Kerala : Unnikuttan
- Inde : Shubodh Balok (Bengale), Sheikhchilli, Mulla Nasruddin (Hindi), Santa Singh et Banta Singh (Punjabi)
- Italie : Pierino
- Liban : Abu El Abed
- Lituanie : Petriukas
- Luxembourg : Pitti
- Mexique : Pepito
- Pologne : Jasio
- Haïti : Bouki ak Malice
- Portugal : Joãozinho
- Roumanie : Bulă
- Russie : Vovotchka (diminutif de Vladimir)
- Serbie-et-Monténégro : Perica
- Slovénie : Janezek
- Suisse romande : Oin-Oin[4]
- Tchéquie : Pepíček
- Turquie : Temel
- Tunisie, Maroc et Algérie : Djouhâ, Djeha, Jouha, Jha, J'ha, Chah, Chhâ… voir Nasr Eddin Hodja

## Dans la culture populaire

### Littérature

#### Roman
- Le Démon de la peur / Katherine Quenot. Paris : Albin Michel, 1999, 165 p. (Série Les Compagnons  de la peur, vol. 1).  (ISBN 2-226-10115-2)

#### Recueils de blagues
- Toto : zéro plus zéro égale ma tête ! / ill. par Serge Bloch et Stéphanie de Vaucher ; textes de Quentin Le Goff. Paris : Tourbillon, 2002, 93 p.  (ISBN 2-84801-008-8)
- Toto, encore toi ! / Quentin Le Goff ; ill. par Serge Bloch. Paris : Tourbillon, 2003, 93 p.  (ISBN 2-84801-039-8)
- Toto, encore un zéro ! / textes et dessins de Serge Bloch. Paris : Tourbillon, 2004, 93 p.  (ISBN 2-84801-106-8)
- Toto en fait des kilos / textes de Franck Girard et Marie-Odile Fordacq ; ill. de Serge Bloch. Paris : Tourbillon, 2004, 109 p. (Blagues et compagnie).  (ISBN 2-84801-110-6)
- 100 % blagues de Toto / ill. de Fañch Autret. Champigny-sur-Marne : Lito, 2005, 95 p. (100 % loisirs).  (ISBN 2-244-47840-8)
- Toto en plein délire ! / ill. de Serge Bloch ; textes de Franck Girard. Paris : Tourbillon, 2006, 93 p.  (ISBN 2-84801-203-X)
- Toto vacances : mon anti-cahier de vacances / Paul Martin ; ill. Clément Devaux. Paris : Tourbillon, 2006, 46 p. (Blagues et compagnie).  (ISBN 2-84801-184-X)
- 100 % (re)blagues de Toto / ill. de Yann Autret. Champigny-sur-Marne : Lito, 2006, 75 p. (100 % loisirs).  (ISBN 2-244-47853-X)
- 100 % farces et attrapes de Toto / texte de Céline Potard ; ill. de Yann Autret. Champigny-sur-Marne : Lito, 2007, 92 p. (100 % loisirs).  (ISBN 978-2-244-47855-5)
- Bloc-jeux Toto : 60 jeux, dès 7 ans / ill. de Yann Autret. Champigny-sur-Marne : Lito, 2008, 64 p. (Les blocs-jeux).  (ISBN 978-2-244-88013-6)
- Toto, l'école est finie / textes de Franck Girard. Paris : Tourbillon, 2008, 93 p. (Blagues et compagnie).  (ISBN 978-2-84801-411-1)
- Histoires de Toto : 150 blagues irrésistibles pour petits et grands enfants / Laurent Gaulet. Paris : First éditions, 2010, 160 p.  (ISBN 978-2-7540-1521-9)

### Théâtre
- Durafour, Émile. Les Farces de Toto : folie-vaudeville en 1 acte. Paris : Tresse et Stock, 1892, 47 p. Rééd. Paris : P.-V. Stock, 1907, 46 p.
- Feydeau, Georges. On purge bébé. Paris : L'Illustration théâtrale, 20 août 1910, n° 157, 24 p.
- Jules Combe et Armand Foucher. Toto chez le coiffeur : pièce comique en un acte. Paris, L. Desmons, 1931, 12 p.
- Vaucheret, Jean (pseud. Jean Bruno). Les Farces de Toto Carabi / ill. de A. Duruy. Paris : Bernardin-Béchet, 1869, 31 p.

### Bande dessinée
- Les Aventures de Toto, par Rob-Vel, parues dans Le journal de Toto du n° 1 daté 03/1937 au n° 171 daté 06/1940
- Les Blagues de Toto, par Thierry Coppée, commencée en 2004.

### Cinéma
- Dans Les Onze Commandements le personnage de Toto est joué par le comédien Patrick Timsit. Dans le film, Toto est désespéré car il pense ne plus faire rire personne. Le dieu de la blague (joué par Dieudonné) lui conseille de changer de nom pour celui de Fifou.
- Les Blagues de Toto : film français réalisé par Pascal Bourdiaux et sorti en 2020. Toto y est interprété par Gavril Dartevelle.

### Série d'animation télévisée
- Toto : série télévisée d'animation de 40 épisodes  40 secondes - Coproduction Bayard Jeunesse Animation et Canal J - Adapté des recueils de blagues de la bande dessinée éponyme, illustrés par Serge Bloch et publiés chez Tourbillon.